# Lehmhaus Rauch
Das Lehmhaus Rauch steht in der Gemeinde Schlins im Bezirk Feldkirch in Vorarlberg. Das Wohnhaus und Atelierhaus ist ein Modell des modernen Lehmbaus.

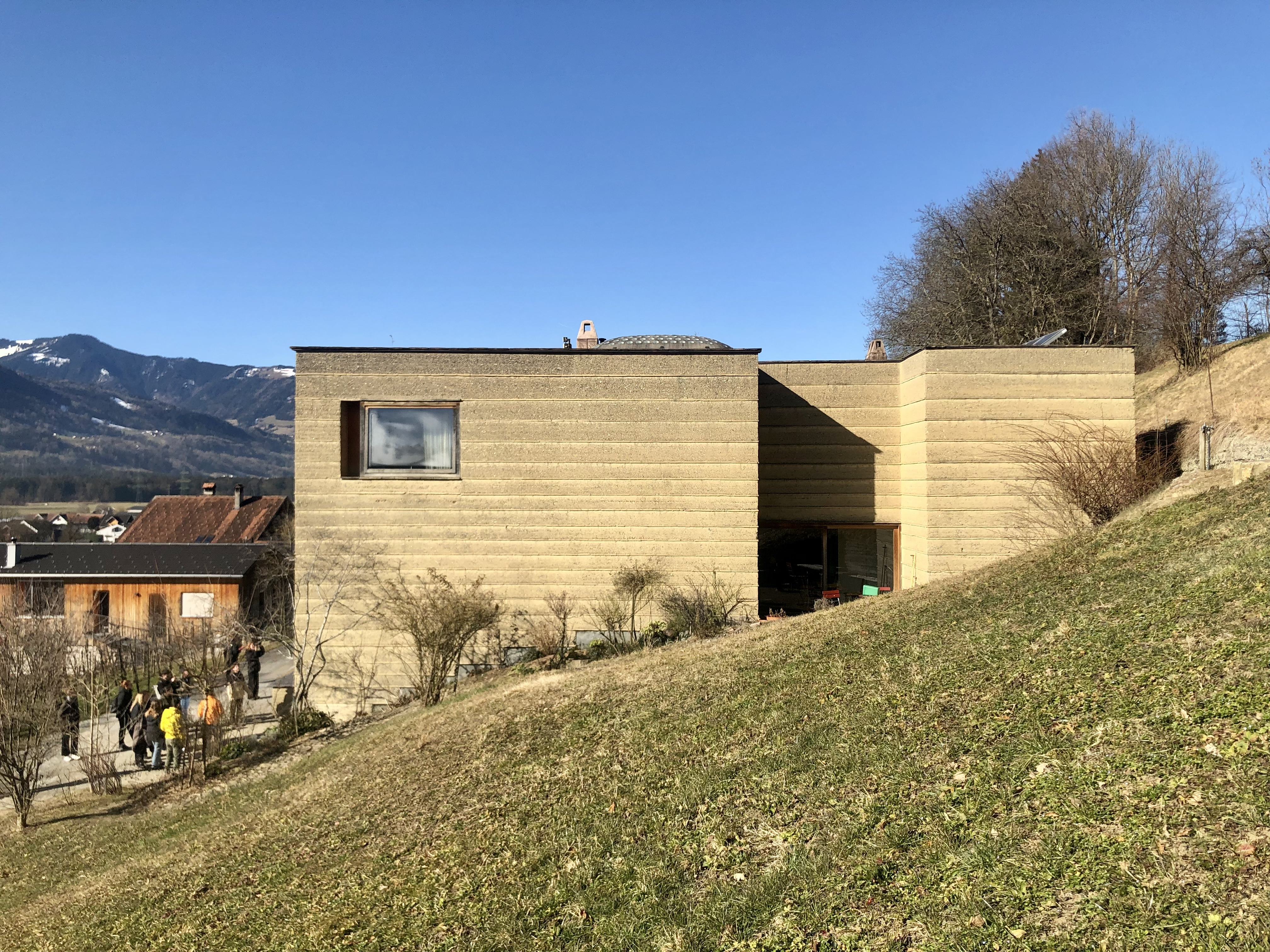
Längsansicht

## Architektur
Das Lehmhaus Rauch wurde entworfen und konstruiert von Roger Boltshauser (Boltshauser Architekten AG) und Martin Rauch (Lehm Ton Erde Baukunst GmbH).
Das Haus steht in privilegierter Lage am Ende einer Zufahrt in leichter Südlage.
Das rechteckige Haus wurde quer in den Hang gestellt und verankert sich quasi hinten mit einer Ausweitung. Die Stampflehmwände zeigen an der Fassade wie Nadelstreifen horizontale Linien aus gebrannten Ziegeln, welche die Fläche strukturieren und bei Schlagregen schützen. Große Fenster wurden sparsam gesetzt und erhielten ein oder zwei seitliche Nischen als Lüftungsflügel.
Im Erdgeschoß, welches weitgehend im Hang sitzt, befinden sich die Erschließungs- und Abstellräume sowie ein Gästezimmer mit Bad. Es erhielt Hourdisdecken auf quergespannten Stahlprofilen mit hineingestellten Lehmziegeln. Der zentrale Eingangsraum hat einen Boden aus gebrannten Tonplatten mit aufgedrucktem Muster.
Aus dem Eingangsraum gelangt man in einen Treppenraum mit korbbogenförmigem Grundriss, der seinen Abschluss in einer Kuppel mit eingeschlossenen Glasbausteinen findet. Die Stufen der Wendeltreppe sind in die Stampflehmwand eingespannt, das Geländer besteht aus Stahlblech.
Im ersten Stock betritt man die Wohnräume mit Küche sowie das zweigeschoßige Atelier. Im zweiten Stock befinden sich zwei Schlafzimmer mit Bad.

## Auszeichnungen
- 2008: Österreichischer Bauherrenpreis
- 2009: Das beste Haus
- 2010: Vorarlberger Hypo-Bauherrenpreis
- 2014: Ernst-A.-Plischke-Preis